# Hesperolaburnum platycarpum
Hesperolaburnum platycarpum är en ärtväxtart som först beskrevs av René Charles Maire, och fick sitt nu gällande namn av René Charles Maire. Hesperolaburnum platycarpum ingår i släktet Hesperolaburnum och familjen ärtväxter. Inga underarter finns listade i Catalogue of Life.